# Edmond (Virginia Occidental)
Edmond es un área no incorporada ubicada en el condado de Fayette (Virginia Occidental), Estados Unidos. Está clasificada como un asentamiento humano por el Sistema de Información de Nombres Geográficos.
Aparece registrada en U.S. Geological Survey con fecha de entrada del 27 de junio de 1980. El número de identificación asignado por el Sistema de Información de Nombres Geográficos es 1538559.

## Geografía
Se encuentra a una altitud de 626 m s. n. m. (2054 pies) según el Servicio Geológico de Estados Unidos.